# 日本郵便
日本郵便株式会社（にっぽんゆうびん、英: JAPAN POST Co., Ltd.、JP）は、東京都千代田区大手町に本社を置き、日本国内で郵便事業を取り扱う総務省所管の特殊会社で、日本郵政株式会社の完全子会社。
2007年、日本郵政公社の分割民営化、いわゆる郵政民営化によって郵便局株式会社として発足、2012年に郵便事業株式会社（通称：日本郵便）を合併し、現在の商号に変更した。

## 概要
郵便法、お年玉付郵便葉書等に関する法律、郵政民営化法および日本郵便株式会社法に基づく郵便事業と郵便局の運営を業務とする。郵便法に基づき、原則全国4日以内に郵便物を配達すると定めている。
コーポレートカラーは、「ゆうびんレッド」だが、現在でも郵便局店舗看板に関する表記については、ゆうゆう窓口設置局や郵政グループビルに設置された局、日本郵便発足後に開局（あるいは、移転・新築）した拠点を除けば、従来の「ゆうびんきょくオレンジ」と同じオレンジ色を用いる場合がある。コーポレートスローガンは「進化するぬくもり。」
郵政民営化方針の一部見直しに伴い郵便局株式会社が郵便事業株式会社を吸収合併し、商号を日本郵便株式会社に変更、日本の郵便事業でユニバーサルサービスの義務を負うこととなった。これに伴い従来の郵便局会社の拠点と郵便事業の支店・集配センターは、いずれも「郵便局」の名称となった。郵便局店舗とは独立した旧郵便事業側の拠点の一部（主に郵便局と郵便事業支店が民営化後に分離された例）は、名称が変更（大阪支店→大阪北郵便局など）あるいは「○○郵便局郵便分室」・「○○郵便局集配分室」となった。
集配センターの統合先は合理化や地域事情などを考慮して分かれており、基本的に所在郵便局と統合されたり、設置者の旧郵便事業会社支店統合先の郵便局と統合された。後者の場合、郵便物追跡サービスにおける局名表記は「旧郵便事業会社支店統合先郵便局名（旧集配センター設置先郵便局名。但し「郵便局」の表記はせず）」となる。
しかし当社発足後も旧郵便局会社由来の「窓口網」と旧郵便事業会社由来の「物流網」の分離は基本的に維持されており、特に後者は通信の電子化加速による普通郵便物取扱量の減少が止まらないことを受け再編成が進められている。またこれらの施策によって、普通郵便物の送達に係る日数が年々増加しているほか、土曜日の普通郵便物配達も年賀など一部特殊扱いを除き終了した。
民事訴訟法及び民事執行法により、訴状など裁判に係る書面の郵便による送達（特別送達）は「郵便の業務に従事する者」が行うものとされており、内容証明郵便物の認証業務に従事する郵便認証司とあわせてみなし公務員とされている。
日本郵政を含むグループ主要4社の中で唯一、指名委員会等設置会社の形態を採っておらず、また日本郵政を含むグループ主要4社の中で唯一、株式が非上場となっている。取締役11人のうち、社外取締役が6人を占める。

## 郵便記号とロゴマーク
郵便記号（〒）とは、日本の郵便事業を表す記号、マークである。郵政民営化以降も、日本郵政グループのブランドマークとして、「〒」を継続して採用している。これとあわせてJAPAN POSTの頭文字である「JP」の文字を取り入れた各種ブランドマークが2007年10月の郵政民営化以降、新たに使用されている。グループ・ブランドマークは「JP 日本郵政グループ」とし、日本郵政株式会社、株式会社ゆうちょ銀行、株式会社かんぽ生命保険を含むグループ4社にて共通のものを使用。
日本郵便のコーポレートブランドマークは、民営化後の旧郵便事業から引き続き「JP POST 日本郵便」とし、郵便会社自体を表すロゴマークとする。また、旧郵便局会社の「JP NETWORK 郵便局」やそれから色とNETWORKの文字を変更した「JP POST 郵便局」の郵便局マークも存在し、これらは主に各郵便局の看板などでブランドマークとして使用される。

郵便記号(郵便マーク)
グループブランドマーク
コーポレートブランドマーク
郵便局マーク
旧郵便局マーク
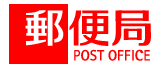
日本郵政公社(民営化以前)のロゴマーク

## 沿革
- 2007年（平成19年）10月1日 - 郵政民営化と同時に、郵便局株式会社として設立。
- 2008年（平成20年）6月2日 - 郵便事業株式会社と日本通運との折半で、JPエクスプレスを設立。
- 2010年（平成22年）7月1日 - 郵便事業がJPエクスプレスの事業を承継。ペリカン便ブランドを廃止し「ゆうパック」に一本化。
- 2010年（平成22年）8月31日 - JPエクスプレスが解散され、消滅。
- 2011年（平成23年）4月5日 - JPエクスプレス事業の失敗で、2010年度における郵便事業株式会社の経営赤字額が1185億円に陥っていることを『週刊ダイヤモンド』に報じられる[13]。
- 2012年（平成24年）10月1日 - 郵便事業株式会社を吸収合併し、商号を日本郵便株式会社に変更。
- 2015年（平成27年）5月28日 - オーストラリアの物流最大手、トール・ホールディングスを64億8600万豪ドル（約6200億円）で買収し、100%子会社とした[14][15][16]。
- 2016年（平成28年）12月22日 - はがき・規格外封書の郵便料金値上げを発表。
- 2017年（平成29年）6月1日 - はがきの郵便料金を62円とし、消費税増税以外では1994年（平成6年）以来、23年振りの値上げをした。年賀特別郵便物については、従前の52円に据え置いた。
- 2018年（平成30年）
  - 9月 - 本社が大手町の再開発ビルに入居する事となる[17][18][19][20][21]。再開発ビルは大手町合同庁舎跡地開発からの連鎖型再開発の経緯から財務省関東財務局が所有しているが、現郵政ビルと資産を交換した。
  - 10月1日 - トール・ホールディングスとの合弁会社「JPトールロジスティクス株式会社」を設立した[22]。トール社の子会社だったトールエクスプレスジャパン（TXJ）は、JPトールロジスティクスの子会社となった[23]。
  - 12月17日 - 日本郵便が保有するJPロジサービス全株式を株式会社ハマキョウレックスへ譲渡[24]。
- 2020年（令和2年）
  - 10月15日- 日本郵便格差訴訟が最高裁にて結審。各種手当を無期契約労働者に対して支給する一方、有期契約労働者に対しては支給しないという相違は、労働契約法20条にいう不合理と認められると判断された。
  - 2月3日 - 郵便料金および荷物運賃、切手およびはがきなどの販売品の支払いに対してキャッシュレス決済を導入[25]。

- 2021年（令和3年）2月 - 同月から山形県や鹿児島県などの一部地域において、ヤマト運輸の小型荷物輸送サービス「クロネコDM便」の配達業務を順次受託[26][27]。
- 2021年（令和3年）7月1日 - 楽天グループとの資本・業務提携を受けて、ロジスティクス事業の合弁会社「JP楽天ロジスティクス株式会社」を設立した[28]。
- 2022年（令和4年）1月31日 - 株式会社十八親和銀行との連携により、長崎県の雲仙と奈良尾の各郵便局のスペースの一部を同行へ貸与し、同行のATMを設置（同年3月7日には長崎大浦郵便局内にも設置）[29]。郵便局内にゆうちょ銀行以外の他行ATMが設置されるのは珍しいケースとなる。
- 2023年（令和5年）
  - 2月15日 - JPトールロジスティクスとトールエクスプレスジャパンの事業体制の再編と社名の変更を発表[30][31]。
  - 4月1日 - トールエクスプレスジャパンの商号を「JPロジスティクス株式会社」に変更した[30][31]。また、JPトールロジスティクスを完全子会社にして、商号を「JPロジスティクスグループ株式会社」に変更し、コントラクト事業とフォワーディング事業をJPロジスティクスに移管した[30][31]。
  - 10月 - ヤマト運輸と提携し、同月から2025年（令和7年）3月末までの間に同社が提供しているメール便ならびにネコポスのサービスを順次終了し、ゆうメールまたはゆうパケットのサービス提供に切り替える予定[32]。
- 2024年（令和6年）2月1日 - ヤマト運輸が引き受けたクロネコゆうメールの配達受託を開始。
- 2025年（令和7年）4月17日 - トナミホールディングスを子会社化。

## 組織

### 本社
〒100-8792
東京都千代田区大手町二丁目3番1号
大手町プレイスウエストタワー

### 支社
| 支社       | 画像                                                 | 住所                                                                    | 所管都道府県                                             |
| ---------- | ---------------------------------------------------- | ----------------------------------------------------------------------- | -------------------------------------------------------- |
| 北海道支社 | Japan Post Group Sapporo Building 01                 | 〒060-8797 北海道札幌市中央区北2条西4丁目3 日本郵政グループ札幌ビル     | 北海道                                                   |
| 東北支社   |                                                      | 〒980-8797 宮城県仙台市青葉区一番町1-1-34 日本郵政グループ仙台ビル      | 青森県、岩手県、宮城県、秋田県、山形県、福島県           |
| 関東支社   | Saitama-Shintoshin M.T.P BLD                         | 〒330-9797 埼玉県さいたま市中央区新都心3-1 日本郵政グループさいたまビル | 茨城県、栃木県、群馬県、埼玉県、千葉県                   |
| 東京支社   |                                                      | 〒135-8797 東京都江東区東陽5丁目29番30号 ニッテイビル東陽               | 東京都                                                   |
| 南関東支社 |                                                      | 〒210-8797 神奈川県川崎市川崎区榎町1-2 川崎中央郵便局                   | 神奈川県、山梨県                                         |
| 信越支社   | Nagano Kurita Post Office                            | 〒380-8589 長野県長野市栗田801 日本郵政グループ長野ビル                 | 長野県、新潟県                                           |
| 北陸支社   |                                                      | 〒920-8797 石川県金沢市上堤町1-15 金沢上堤町ビル                        | 富山県、石川県、福井県                                   |
| 東海支社   | JP Tower Nagoya 201509                               | 〒469-8797 愛知県名古屋市中村区名駅1-1-1 JPタワー名古屋                 | 愛知県、岐阜県、三重県、静岡県                           |
| 近畿支社   | JP group Osaka building                              | 〒530-8797 大阪府大阪市中央区北浜東3-9 日本郵政グループ大阪ビル         | 滋賀県、京都府、大阪府、兵庫県、奈良県、和歌山県         |
| 中国支社   | JP group Hiroshima building                          | 〒730-8797 広島県広島市中区東白島町19-8 日本郵政グループ広島ビル        | 鳥取県、島根県、岡山県、広島県、山口県                   |
| 四国支社   | Shikoku Bureau of Telecommunications(Matsuyama City) | 〒790-8797 愛媛県松山市宮田町8-5 日本郵政グループ松山ビル               | 徳島県、香川県、愛媛県、高知県                           |
| 九州支社   | Kumamoto-Joto post-office                            | 〒860-8797 熊本県熊本市中央区城東町1-1 日本郵政グループ熊本ビル         | 福岡県、佐賀県、長崎県、熊本県、大分県、宮崎県、鹿児島県 |
| 沖縄支社   | Higashimachi post office in Okinawa                  | 〒900-8797 沖縄県那覇市東町26-29 日本郵政グループ那覇ビル               | 沖縄県                                                   |

### 郵便局の種類
| 運営方法 | 画像(例)       | 局名                 | 詳細 |
| -------- | -------------- | -------------------- | --- |
| 直営     | 神戸中央郵便局 | 単独マネジメント局   | 窓口機能に加え、郵便・物流機能、金融渉外機能を持つ、大規模な郵便局である。 民営化以前は、普通局や集配局と呼ばれていた。                                              |
| 直営     | 野迫川郵便局   | エリアマネジメント局 | 窓口機能しか持たない、小規模な郵便局である。民営化以前は、特定局や無集配局と呼ばれていた。                                                                           |
| 直営     |                | 車両型郵便局         | 窓口機能しか持たない、トラックを使用した移動式の小規模な郵便局である。災害が起き郵便局の復旧に時間がかかる場合や、一時閉鎖中の簡易郵便局の代替として使用されている。 |
| FC       | 芦検簡易郵便局 | 簡易郵便局           | 個人または法人が日本郵便株式会社と業務委託契約を締結し、運営を行っている局。                                                                                         |

### 郵便局の外観変更
|               | 画像(例) | 詳細 |
| ------------- | -------- | --- |
| 旧:郵便局(株) |          | 民営分社化当時、郵便局の運営を担っていた郵便局株式会社のコーポレートカラーは「ゆうびんきょくオレンジ」だった。そのため、看板等の色は「オレンジ色■」で統一されていた。その後、2012年10月に郵便局株式会社が郵便事業株式会社を吸収合併し日本郵便株式会社となったため、コーポレートカラーを下記の赤色に統一した。 |
| 日本郵便(株)  |          | 現在、郵便事業と郵便局運営を行う日本郵便株式会社のコーポレートカラーは「ゆうびんレッド」。そのため、看板等の色は「赤色■」で統一されている。 |

## 国際物流事業

### トールホールディングス
日本郵政が2017年3月期にのれん代など約4000億円の減損損失を計上する元となったオーストラリアの物流子会社トール・ホールディングスは、直接的には日本郵便の子会社であり、同件のプレス発表は日本郵政の連結ベースのものである。
トール社の物流事業は次の3つで構成されていた。
- エクスプレス事業
  - オーストラリア、 ニュージーランド国内における道路・鉄道・海上・航空貨物輸送
  - 消費者・一般家庭への配達、ビジネスサポート
- コントラクト・ロジスティクス事業（Toll Global Logistics）
  - サード・パーティー・ロジスティクス（3PL）プロバイダーとしての輸送・ 倉庫管理や資源・ 政府分野の物流
  - 倉庫物流、資源採掘業向け物流サービス、エネルギーロジスティクス
  - オーストラリア 、シンガポール 、中国、タイ、インド、マレーシア、韓国、ベトナム、香港、インドネシア、台湾の11か国・地域で展開
- フォワーディング事業（Toll Global Forwarding）
  - アジアからの輸出を中心としたフルラインでの国際貨物輸送サービス
  - 空輸・海運の手配、通関業務、トラッキング
  - 約150か国で展開（うち、26か国では自社拠点で直接展開）

2015年5月の買収前までは3事業とも営業利益（EBIT）が黒字だったが、2016年度以降、エクスプレス事業とフォワーディング事業が赤字になり、減損処理を行った。その後もエクスプレス事業が不振だったため、日本郵便は2021年4月に豪州の投資ファンドであるAllegro Fundsと売却契約を締結し、8月末にAllegroの傘下企業に売却した。2021年度には貨物需要の増加によりフォワーディング事業が黒字化した。コントラクト事業は黒字基調を維持している。
事業構造が豪州中心で資源市況の影響を受けやすかったため、アジア圏のコントラクト事業とアジア圏及び日本発着のフォワーディング事業へのシフトを進めている。アジア圏は生産拠点として経済成長が見込まれる上に、 物流業界が寡占になっていないため、コントラクト事業の伸びが見込める。また、フォワーダーとして強い事業基盤を持つトール社と日本を代表する物流企業である日本郵便が連携して、日本・アジア間の輸送需要の取り込みを図っている。

### JPロジスティクスグループ
2018年5月に日本郵政が公表した中期経営計画の中で、日本国内におけるBtoB向け物流事業の拡大に向け、トール社のノウハウを活用してコントラクト・ロジスティクス事業を立ち上げる計画が発表された。これを受けて、2018年10月、日本郵便はトール社との合弁会社として「JPトールロジスティクス」を設立した。トール社の子会社だったトールエクスプレスジャパン（TXJ）は、JPトールロジスティクスの子会社となった。
トール社は海外のコントラクト事業とフォワーディング事業、JPトールロジスティクスは日本国内のコントラクト事業とフォワーディング事業を担当する。ラストワンマイルの配送を行うエクスプレス事業については、日本郵便がBtoC向け、TXJがBtoB向けをそれぞれ担当する体制となった。トール社が豪州やその他海外で手掛けている顧客の日本法人などを対象に、4社が連携して国内から海外まで一気通貫で国際物流サービスを提供する。日本郵政の長門正貢社長（当時）は、「買収したトールとのシナジー（相乗効果）がないと言われてきたが、海外の成長を取り込んで国内外で一貫したソリューションを提供する総合物流事業を展開することで、シナジーが生まれる」と述べた。「売上高1000億超で一定の存在感を示すことができ、5000億円超でメジャープレーヤーとみなされる」ため、JPトールは10年後を目途に1000億円、将来的には5000億円の売上高を目指している。
2023年4月、JPトールとTXJの事業再編と社名の変更を行った。JPトールのコントラクト事業とフォワーディング事業をTXJに移管し、JPトールの商号を「JPロジスティクスグループ」に、TXJの商号を「JPロジスティクス」にそれぞれ変更した。社名から「トール」を外して「JP」を入れ、日本郵便直轄の物流会社であることを明確にした。JPロジスティクスグループは日本郵便の完全子会社となり、物流戦略の企画・立案を担当する。JPロジスティクスは、主力事業である特別積合せ貨物運送事業と合わせ、3事業を一体的に展開する。2023年現在、2社の売上高は合計で600億円強だが、今後数年以内に1000億円規模に増やすことを目指す。「2024年問題」を控えて物流業界が再編期にあることを踏まえ、日本郵便はターミナル施設の建て替えやM＆Aなどの投資を増やす。

## 子会社

### 国内物流関連事業
- JPビズメール
- 日本郵便輸送
- トナミホールディングス
- JP楽天ロジスティクス - 日本郵便と楽天グループの合弁会社
- JPロジスティクスグループ

### 国際物流関連事業
- トール・ホールディングス

### カタログ販売・物品販売等事業
- 郵便局物販サービス
- 日本郵便オフィスサポート

### 広告関連事業
- JPメディアダイレクト
- JPコミュニケーションズ

### その他の事業
- 日本郵便メンテナンス
- JP損保サービス
- 日本郵政インフォメーションテクノロジー
- JPシステム開発

## 関連会社・グループ会社
- ゆうゆうギフト
- JP東京特選会
- セゾン投信
- ジェイエイフーズおおいた
- リンベル
- 東京米油
- JPロジスティクス

## 郵便車両・郵便ポスト・事業
現在、日本郵便株式会社に所属する車両（主として集配用）として「郵便自転車」「郵便バイク」「郵便自動車」「事業用貨物自動車（ゆうパック集配用）」が主にある。ここでは、郵便鉄道車両と日本郵便輸送の車両は記さない。

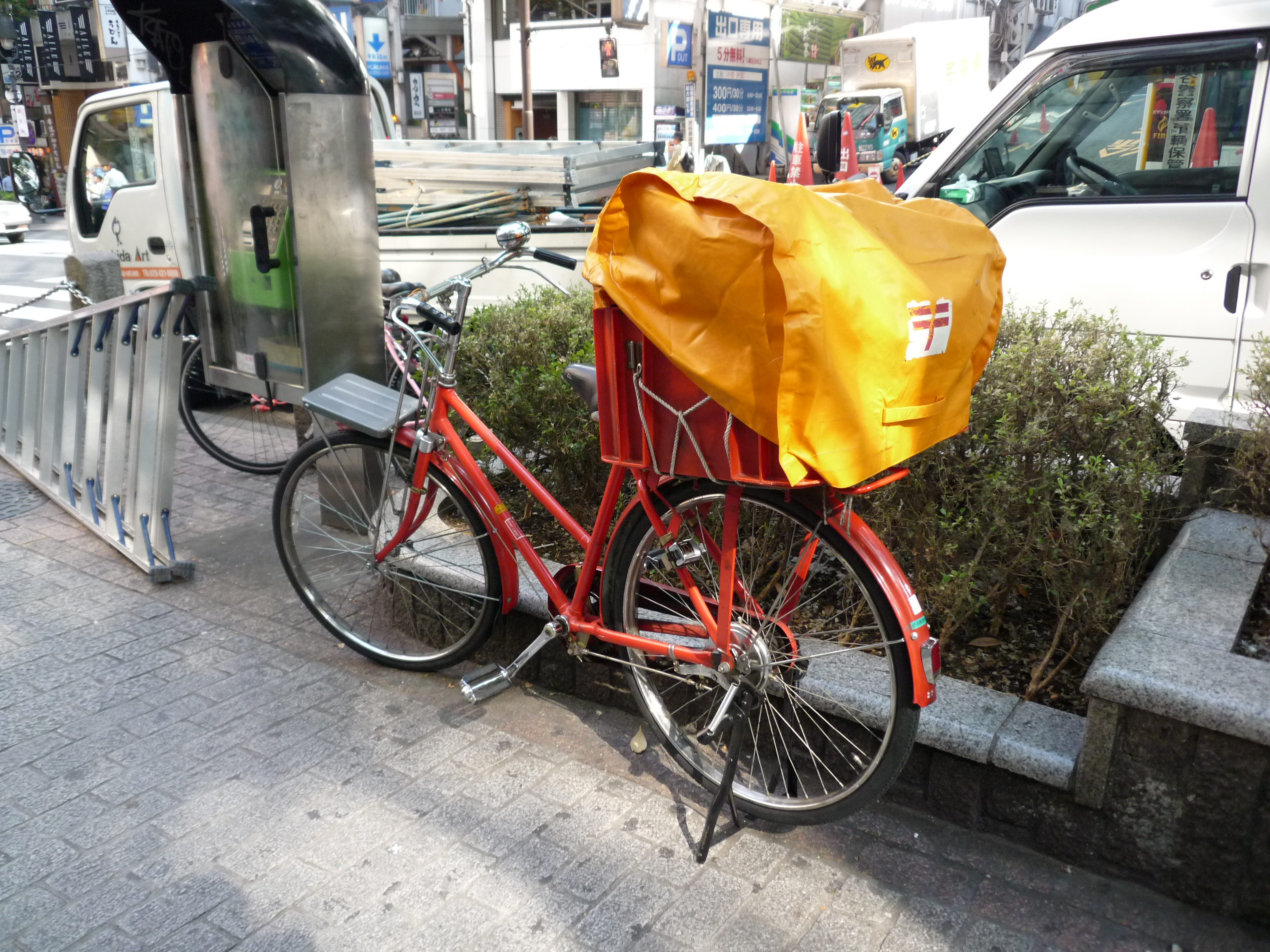
郵便自転車
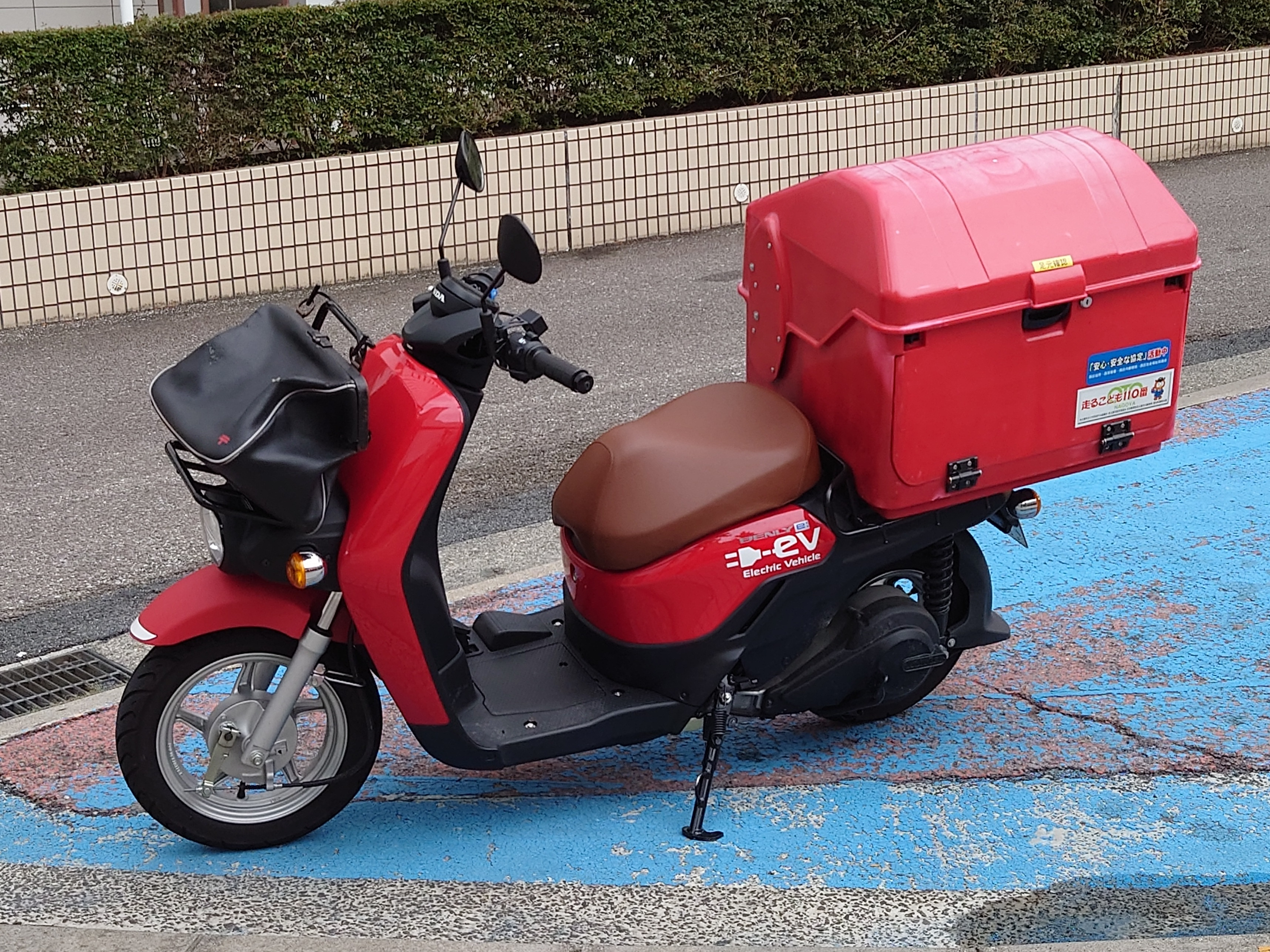
電動バイク （ホンダ・ベンリィe:）
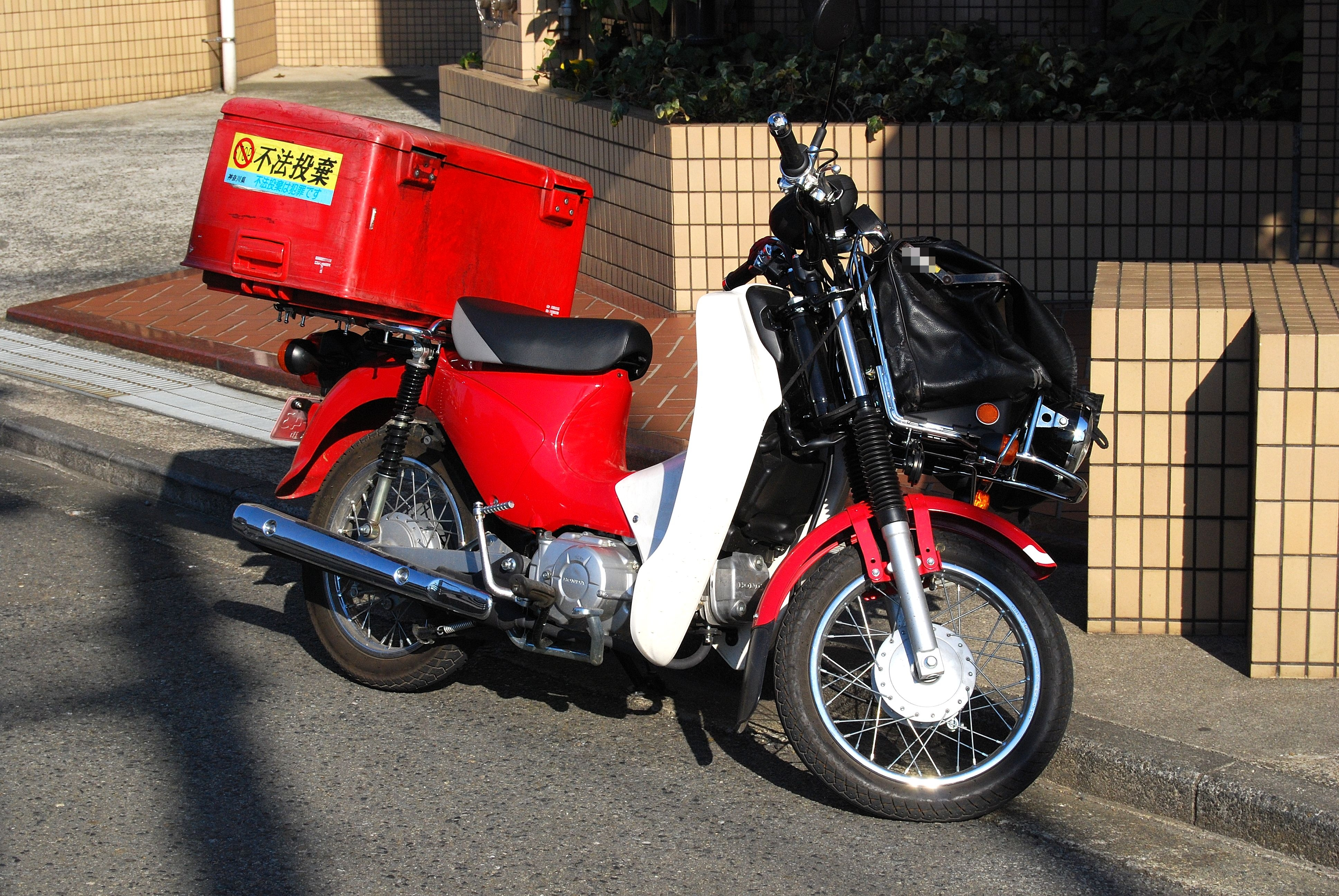
バイク （ホンダ・カブ）
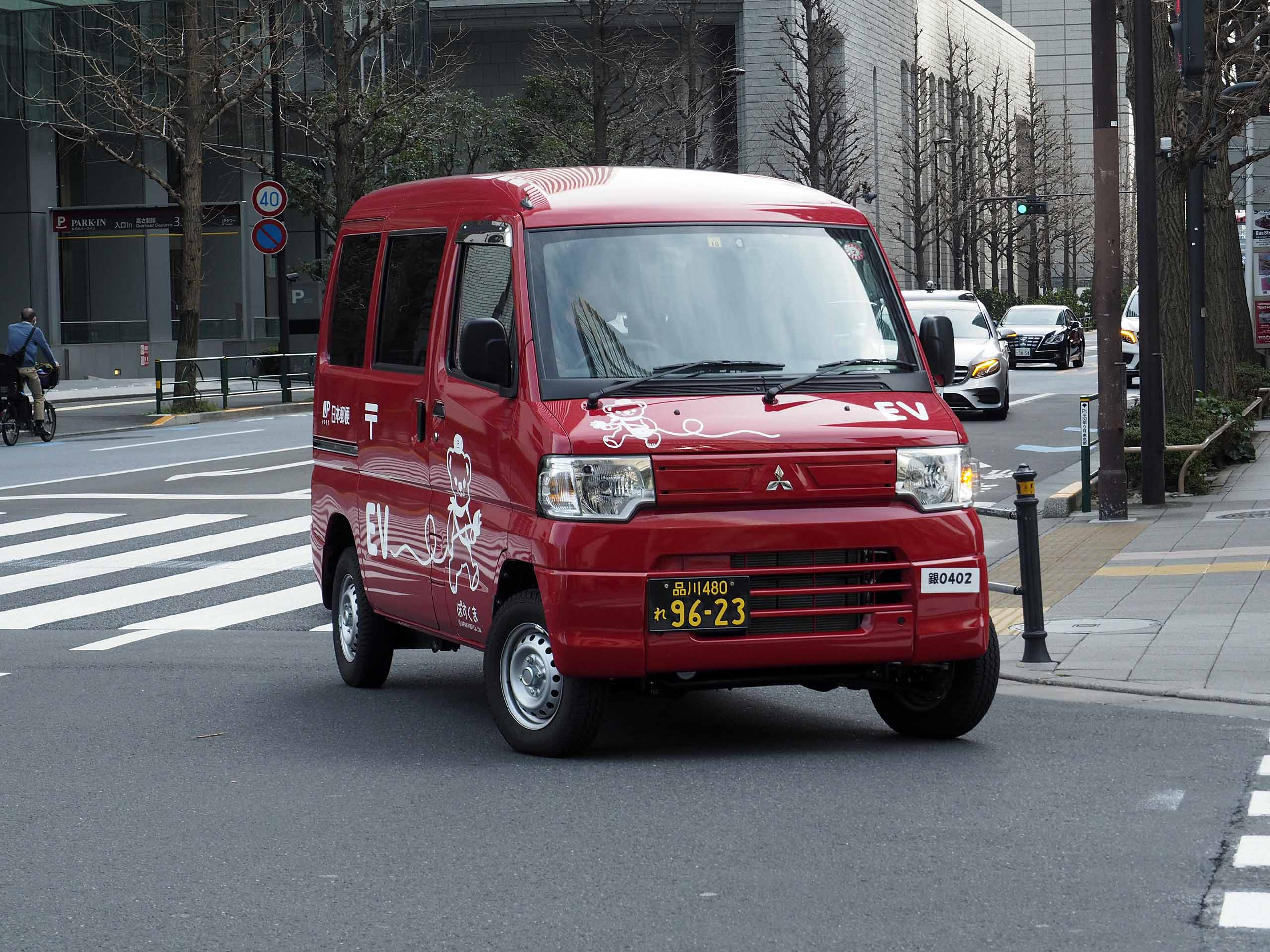
電動郵便車 （三菱・ミニキャブMiEV）
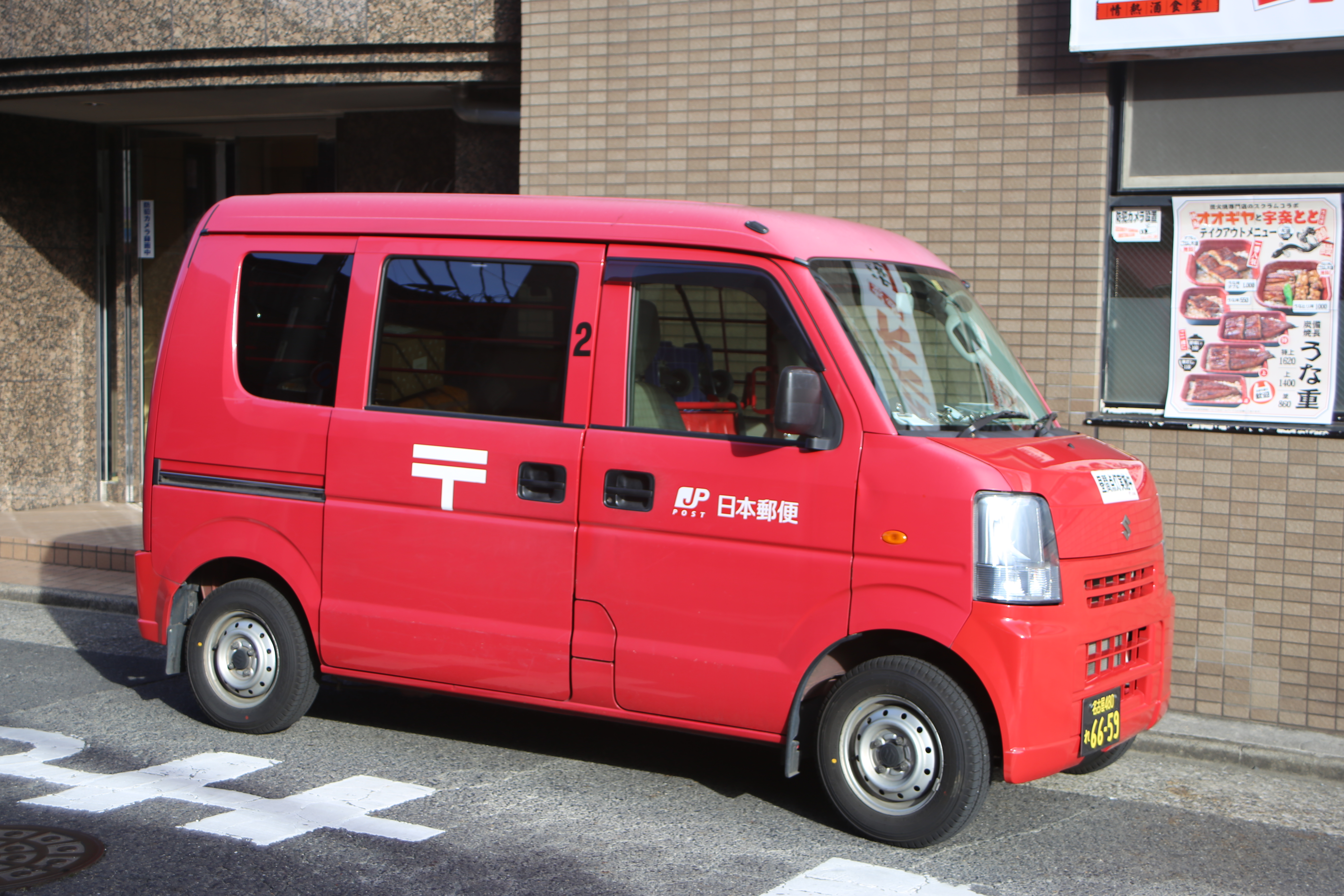
郵便車 （スズキ・エブリイ）
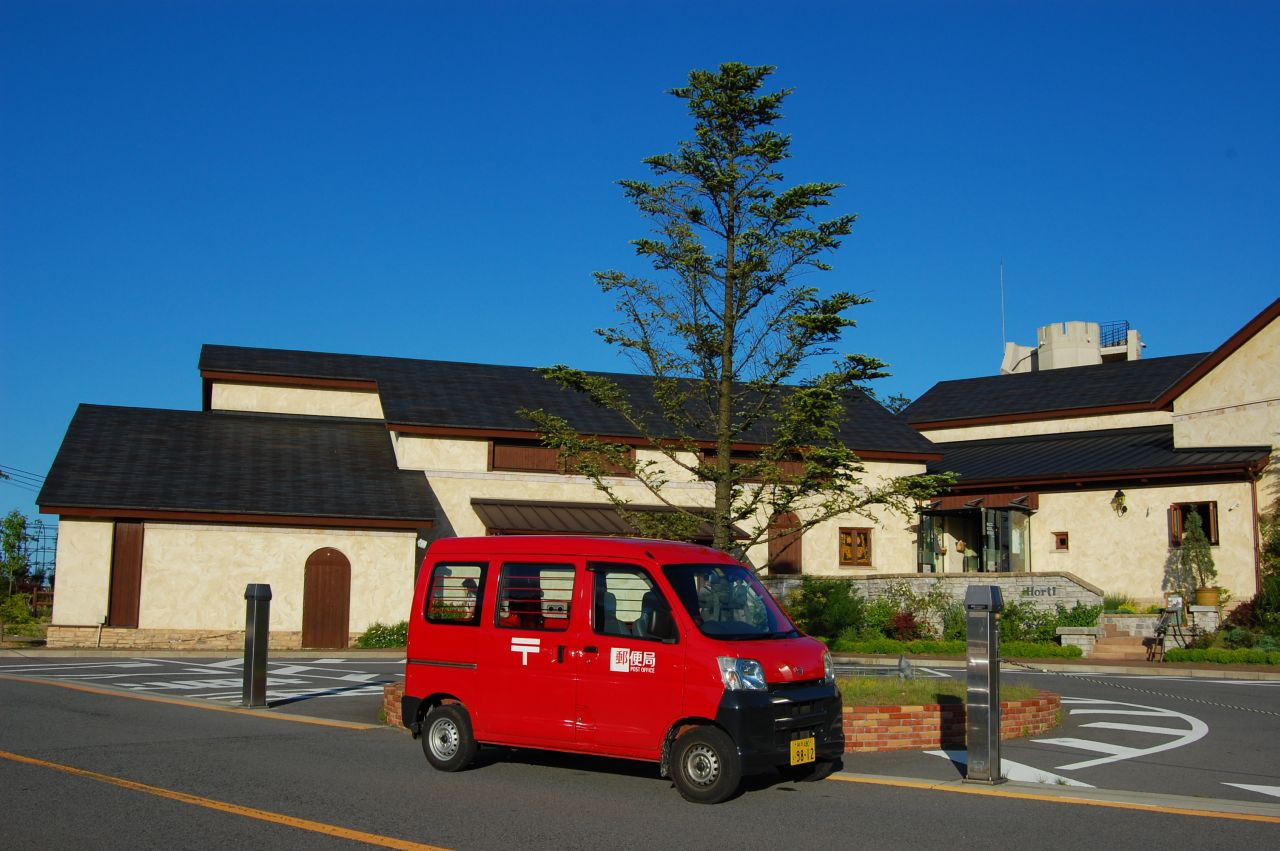
郵便車 （ダイハツ・ハイゼット）
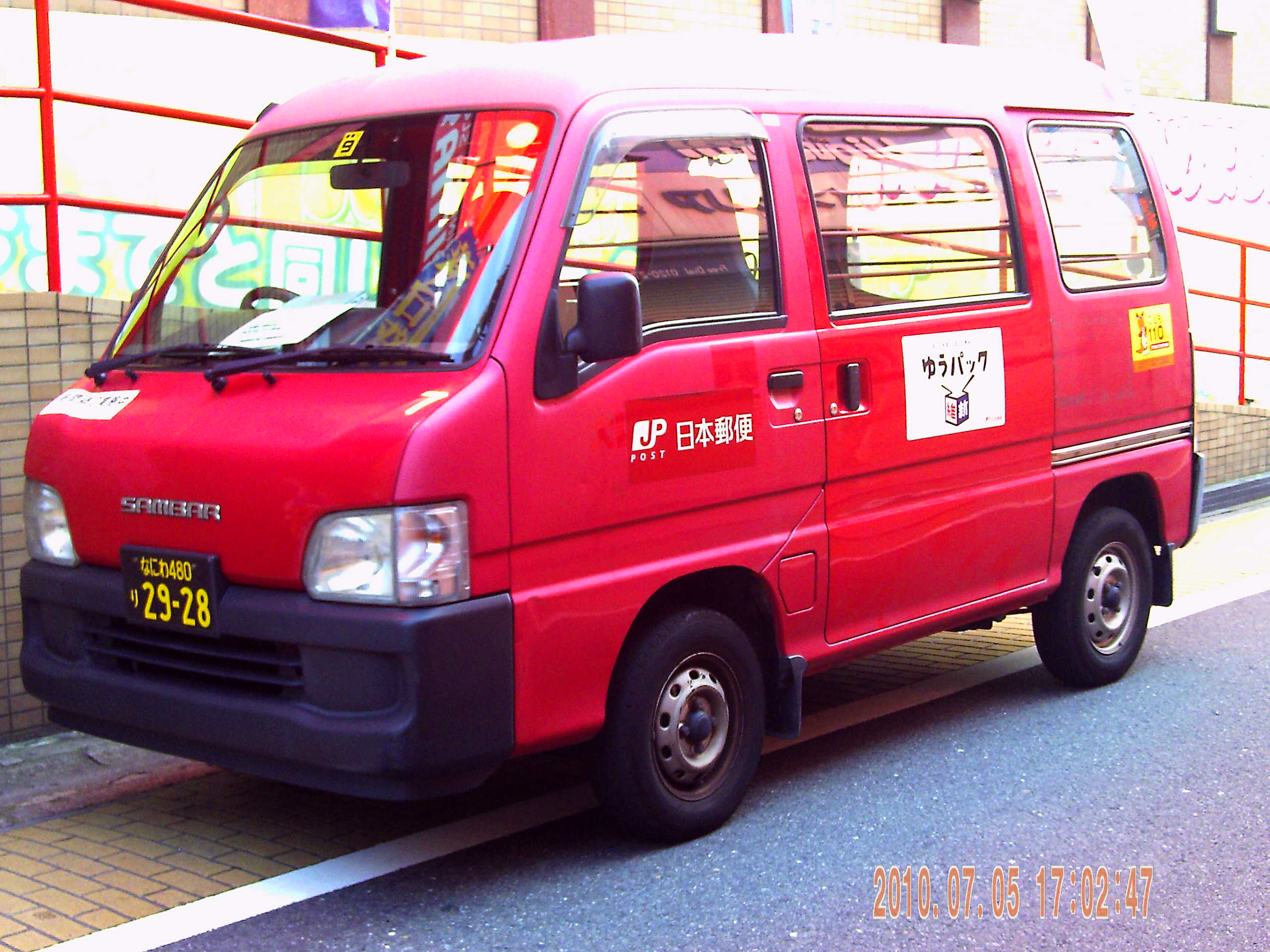
郵便車 （スバル・サンバー）
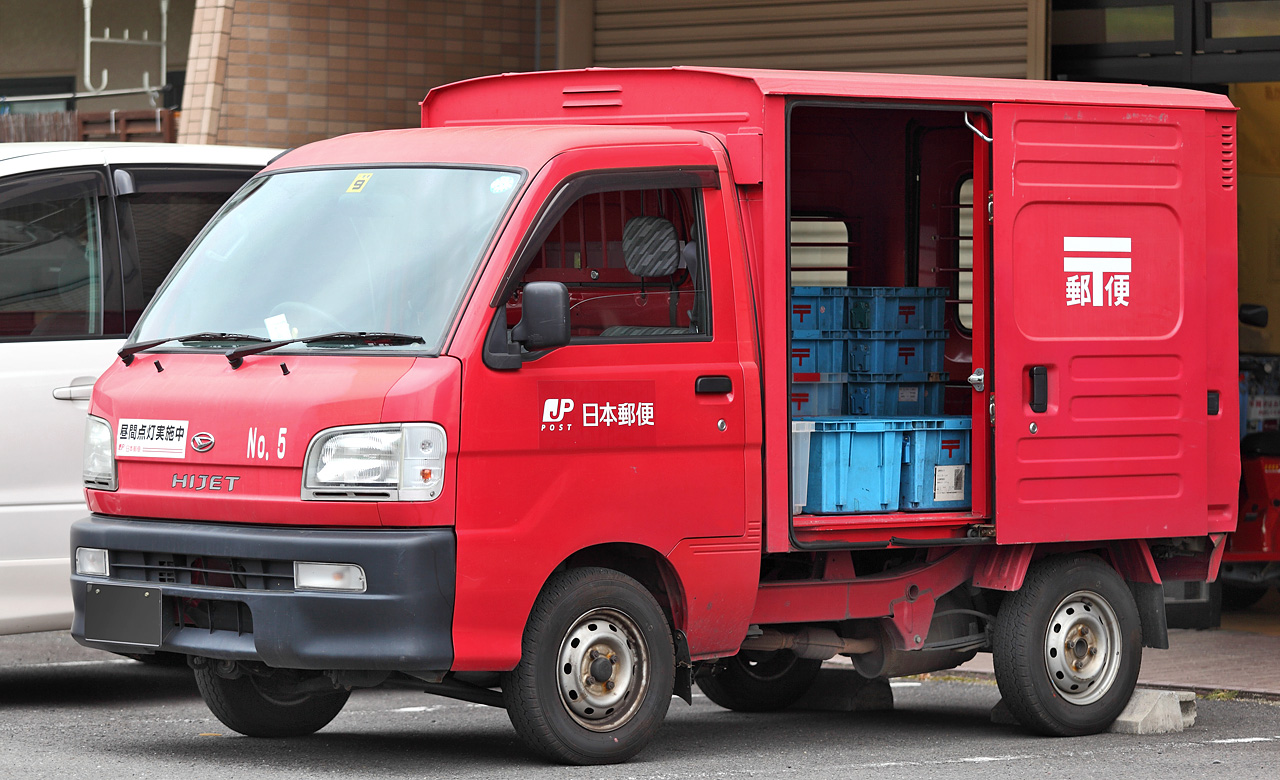
郵便車 （ダイハツ・ハイゼット）
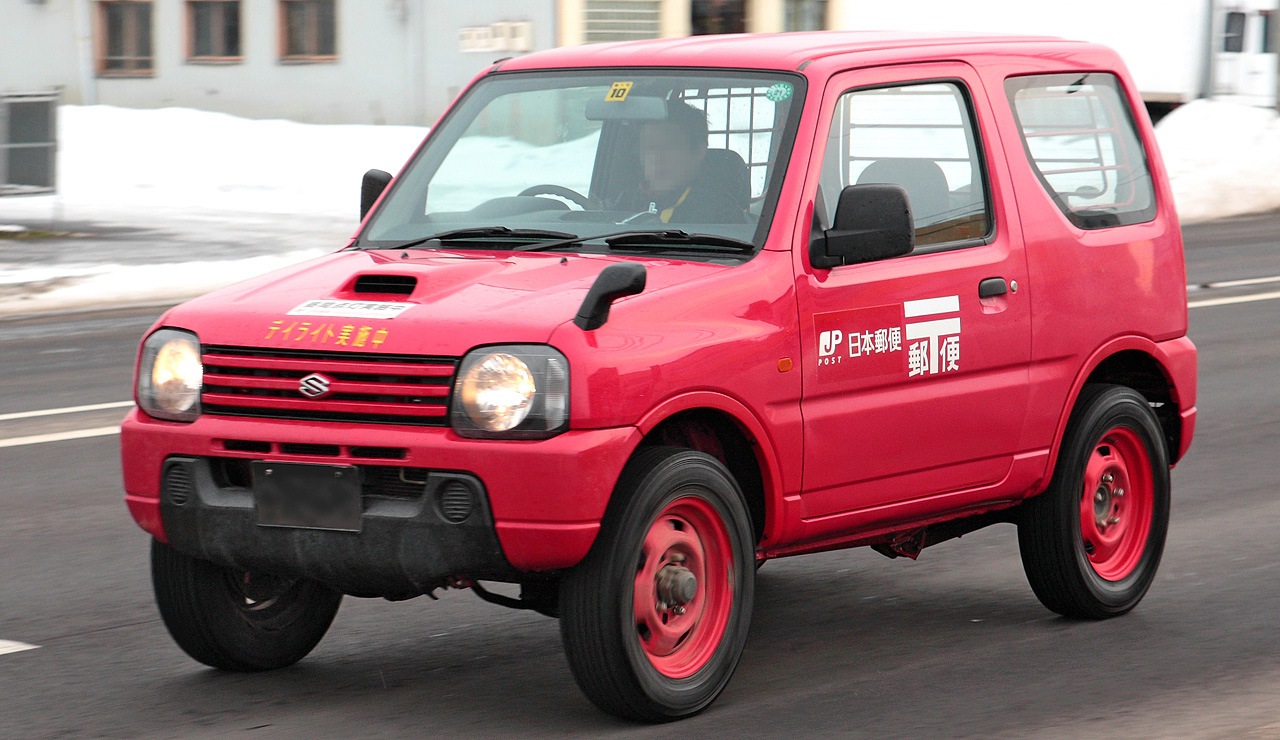
事業用オフロード車 （スズキ・ジムニー）
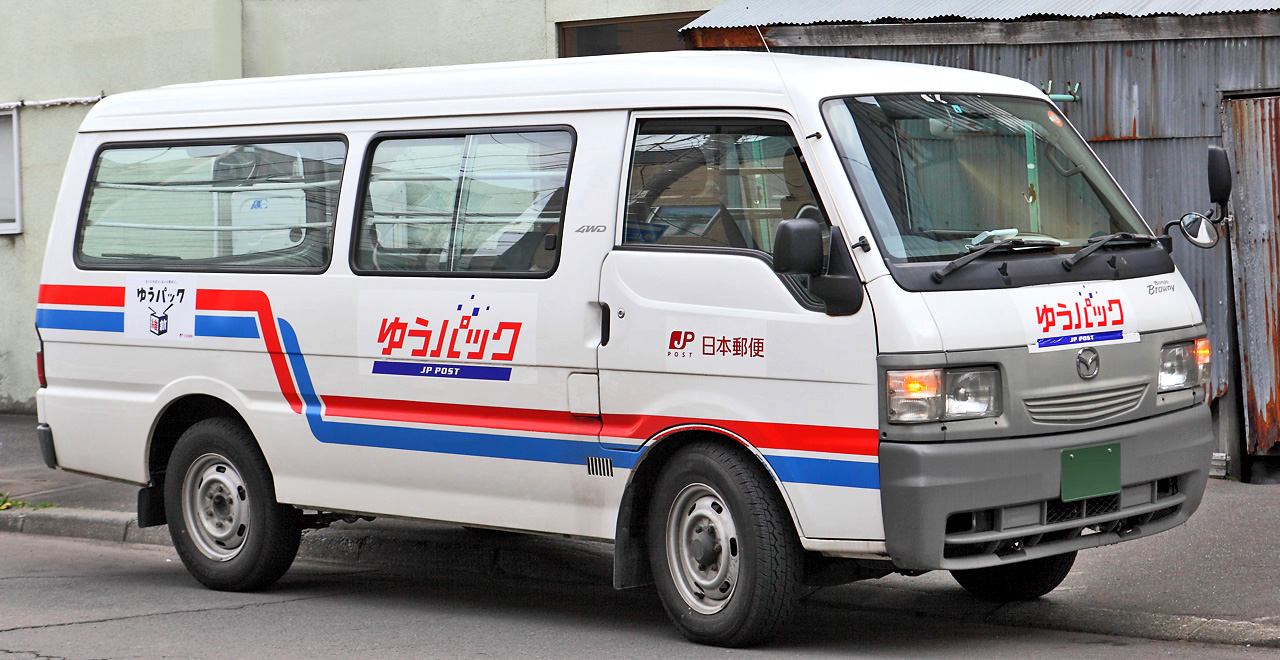
ゆうパック集配車 （マツダ・ボンゴ）

日本郵便株式会社が管理している郵便ポストは街頭を中心に工場などの私有地内を含めいろいろな場所に設置されている。また、色調は赤色または朱色で、以前までは円筒状（丸型ポスト）が主流だったが現在では金属製の箱型（角型）が主流となっている。

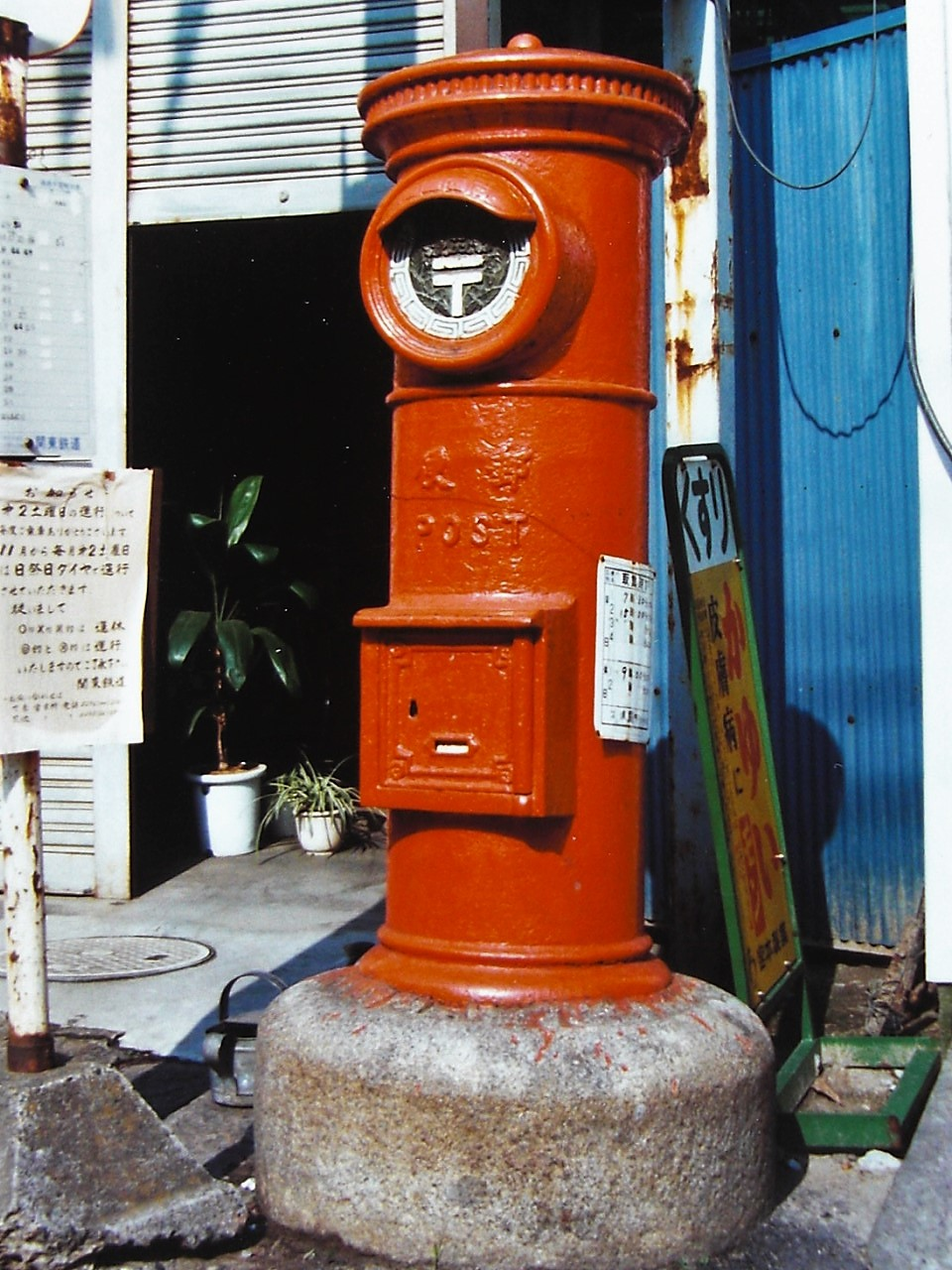
戦前製の丸形庇付ポスト
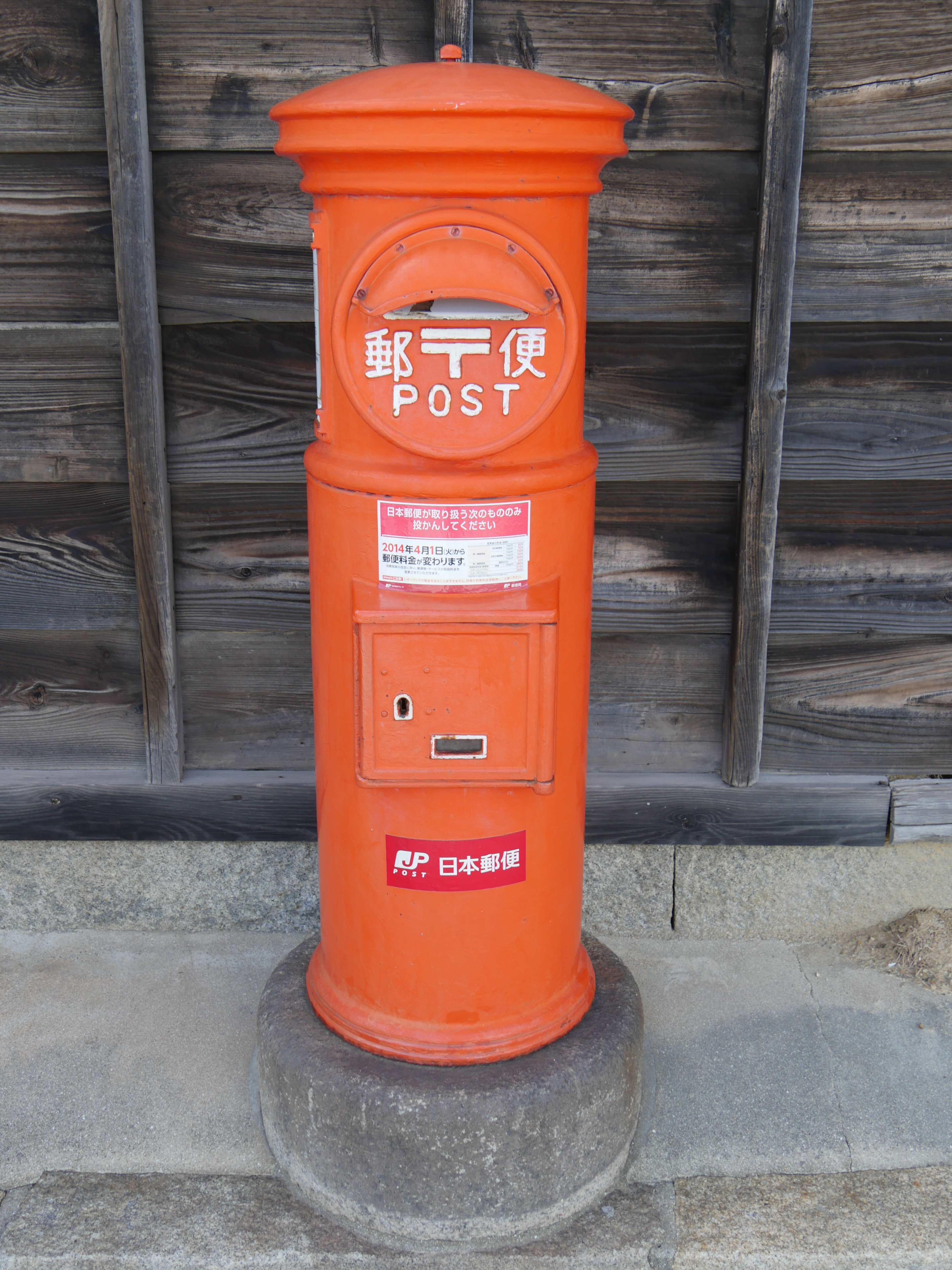
郵便差出箱 1号
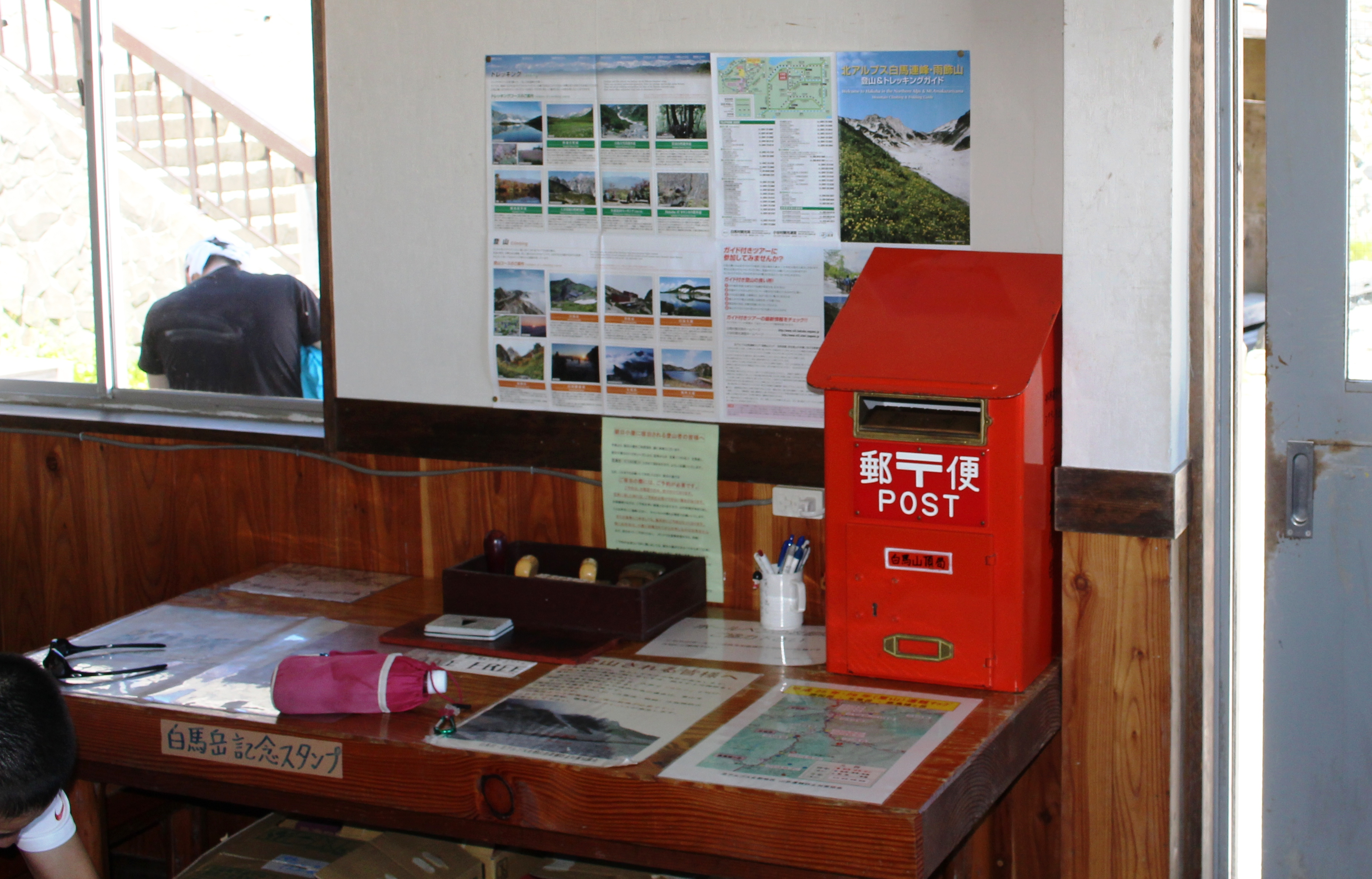
郵便差出箱 5号
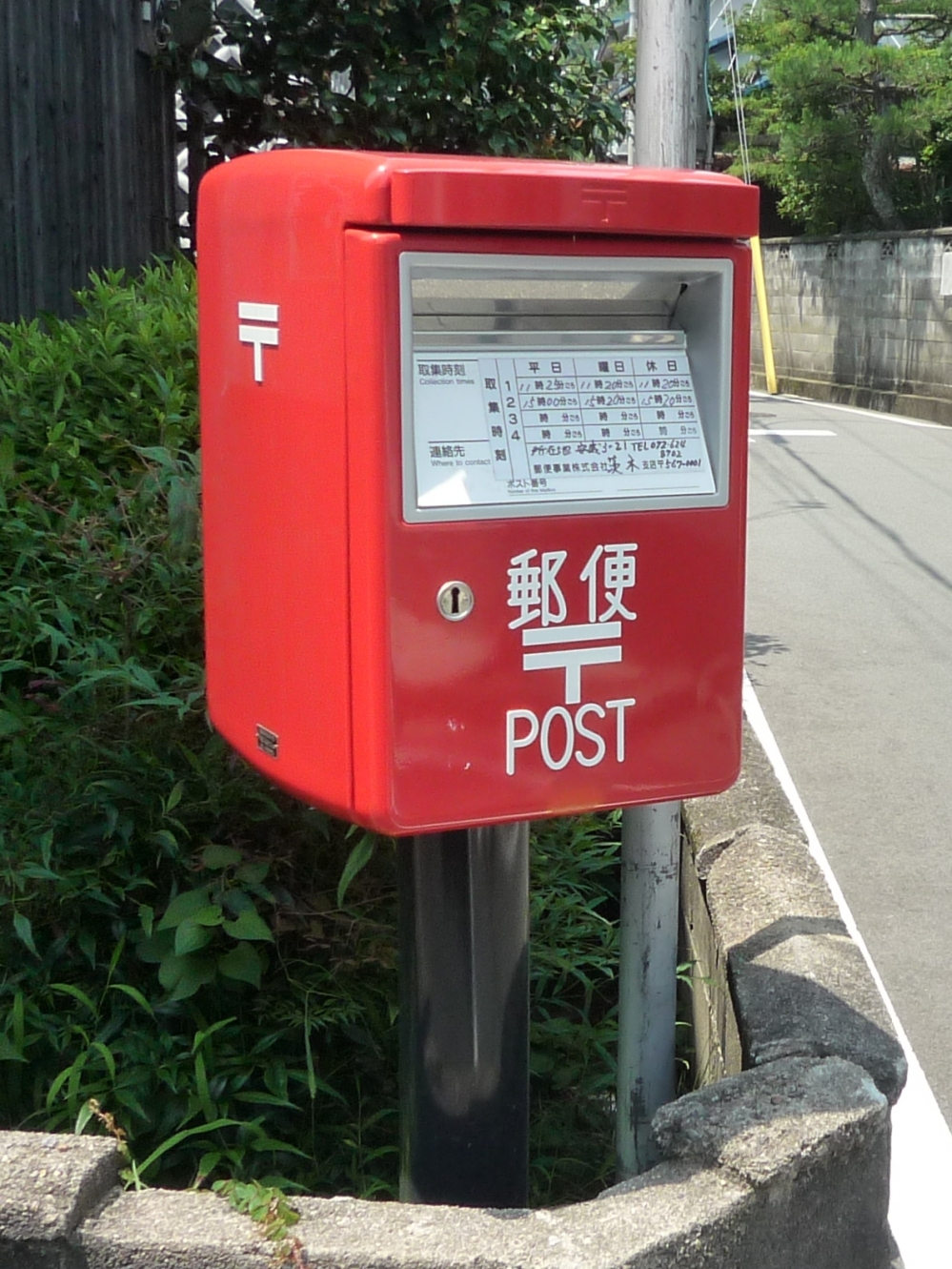
郵便差出箱14号
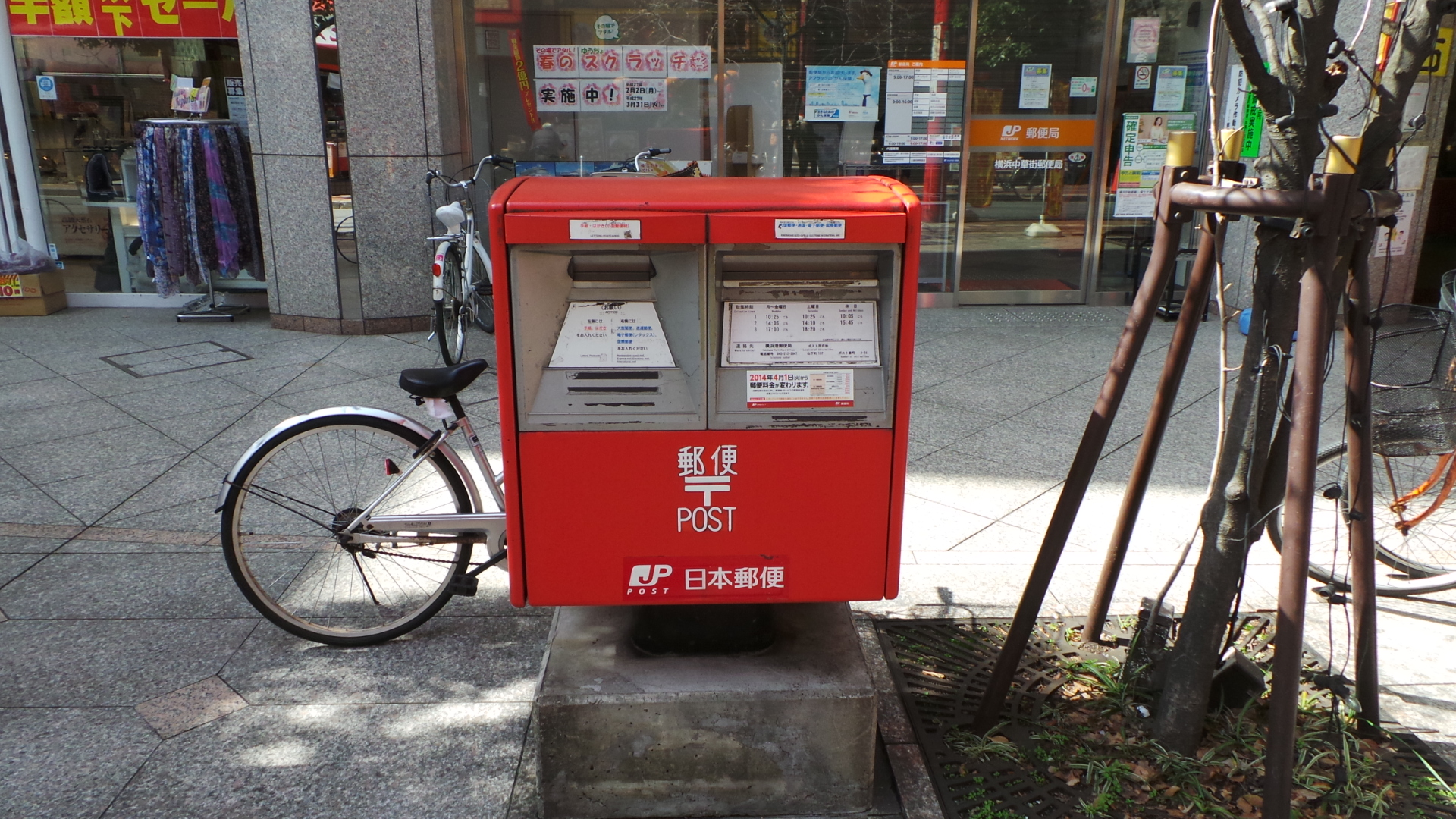
郵便差出箱 13号

日本郵便株式会社が郵便以外に受け持つ事業は以下の通り。なお、ゆうちょ銀行やかんぽ生命保険などの関連会社および日本郵便株式会社の子会社の事業は記さない。

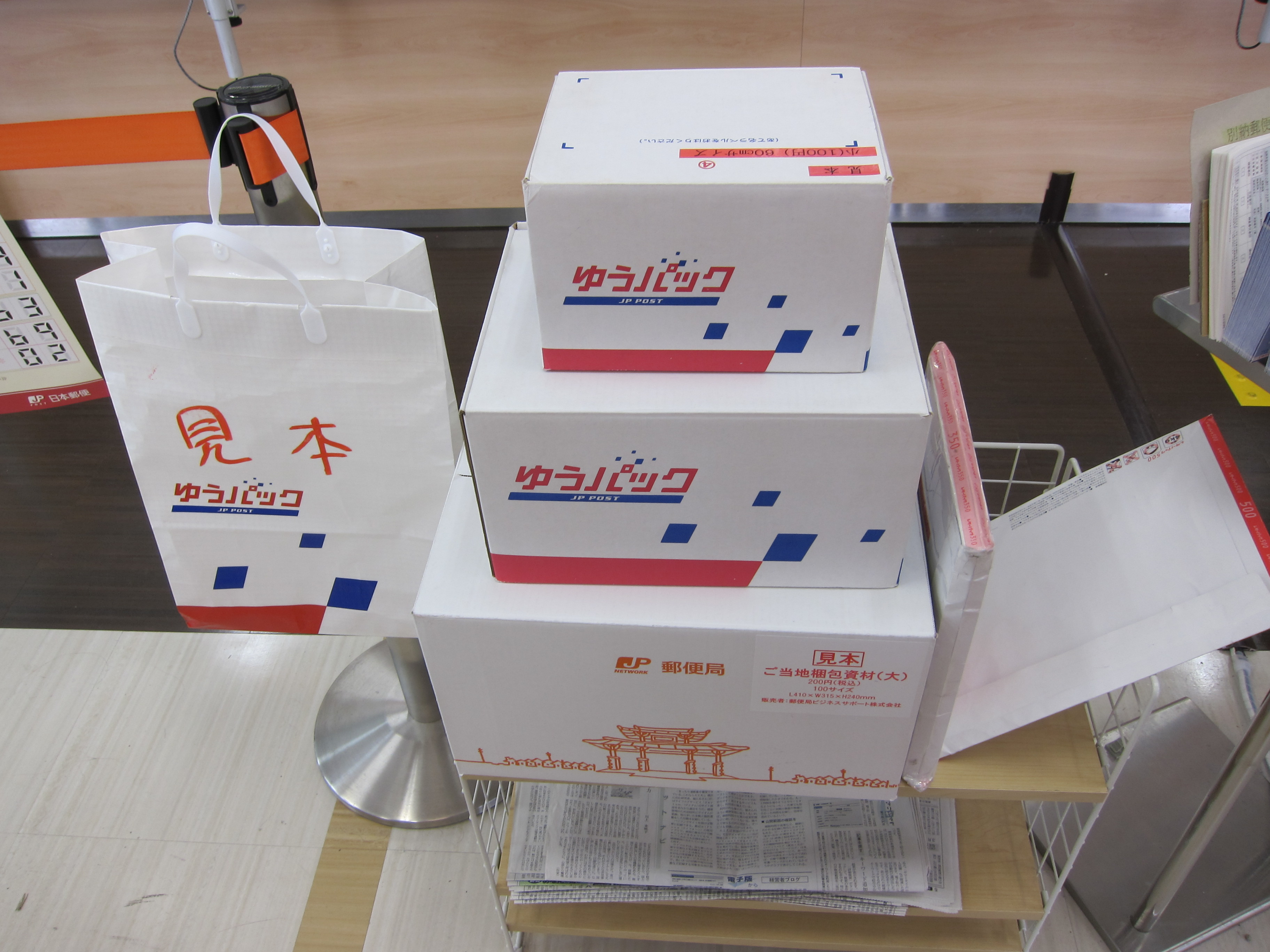
ゆうパック

- ゆうメール
- ゆうパケット
- ゆうパック
- ポスパケット
- レタックス
- 国際郵便

## 不祥事
- 2024年9月21日、日本郵便が、ゆうちょ銀行の顧客情報を顧客の同意を得ないままかんぽ生命保険の保険営業に不正に流用していたことが判明した。保険業法違反の恐れがあり、同社とかんぽ生命は同月20日、総務省と金融庁に報告した[37]。
- 2025年4月23日、日本郵便は、集配業務を担う郵便局2391拠点で、法令で義務づけられた配送車両の運転手への点呼を適切に行っていなかったと発表した[38]。これは、全国3188の郵便局の75パーセントにあたる[39]。国土交通省は同月25日、日本郵便への特別監査に着手、全国各地の郵便局に対し、各地方運輸局が立ち入り検査を進めた[39]。その結果、トラックやワンボックス車の運転手に点呼の未実施や記録改ざんなどが多数確認され、関東運輸局の管内だけで累積違反点数が許可の取り消し基準（81点）を超えた[39]。6月25日、これを受けて国交省は日本郵便に対する一般貨物自動車運送事業の許可を取り消した。同社のトラックなど約2500台は5年間、動かせなくなる。また、軽自動車の点呼が適切に行われるよう、貨物自動車運送事業法に基づく輸送の安全確保命令を出した。 総務省も同日、日本郵便株式会社法に基づく処分で最も重い「監督上の命令」を出した[40][41]。